# Yokohama F. Marinos
Yokohama F. Marinos (横浜F・マリノス Yokohama Efu Marinosu?) este un club de fotbal din Japonia care evoluează în J. League.

## Palmares
Național
- J. League:
  - Campioni (4): 1995, 2003, 2004

- J.League Divizia 1
  - Campioni (4): 1995, 2000, 2003, 2004, 2019, 2022

- Cupa Împăratului:
  - Câștigători (2): 1992, 2013

- Cupa J. League:
  - Câștigători (1): 2001

Continental
- Cupa Cupelor Asiei
  - Câștigători (1) 1992–93

## Jucători importanți
- Ramón Díaz
- Néstor Gorosito
- Alberto Acosta
- Ramón Medina Bello
- David Bisconti
- Gustavo Zapata
- Julio César Baldivieso
- Rôni
- Márcio Rodrigues
- Marques Batista de Abreu
- César Sampaio
- Zinho
- Evair
- Edu Marangon
- Goran Jurić
- Quenten Martinus
- Ion Andoni Goikoetxea
- Julio Salinas
- Paulo Futre
- Igor Lediakhov
- Jaime Rodríguez
- Dušan Petković